# Emmanuel Boyreau
Emmanuel Victor Marie Boyreau né le 3 octobre 1859 et mort à Paris le 26 août 1937, est un prêtre français, fondateur de l'église Notre-Dame du Rosaire à Paris.

## Biographie
L'abbé Boyreau est vicaire dans la paroisse Notre-Dame de Plaisance à Paris, qui deviendra par la suite Notre-Dame du Travail. 
L'abbé Boyreau devient Directeur des Œuvres du Rosaire, fondées par l’abbé Soulange-Bodin, vicaire de Notre-Dame de Plaisance. 
Il sera supérieur de l'abbé Jean Viollet, qui deviendra à son tour fondateur des œuvres du Moulin-Vert.   Il est fondateur et premier curé de l'église Notre-Dame du Rosaire, située dans le quartier Plaisance-Sud, du 14e arrondissement de Paris. 
L’abbé Boyreau est nommé curé de la paroisse le dimanche 2 juillet 1911 dans une cérémonie présidée par M. Le Chanoine Soulange-Bodin, alors curé de Saint-Honoré d’Eylau. 
À son décès en 1937, il sera remplacé par l'abbé Marcel Caillet.